# Pierre Andrieu
Pierre Andrieu (Seysses, 7 december 1849 – Bordeaux, 15 februari 1935) was een Frans kardinaal-priester.

## Biografie
In 1874 werd hij tot priester gewijd. In 1901 werd hij geïnstalleerd als bisschop van Marseille door Leo XIII. In 1907 volgde zijn installatie tot kardinaal door paus Pius X. Hij was tussen 1909 en 1935 aartsbisschop van Bordeaux.
Andrieu nam deel aan de conclaven van 1914 en 1922.
Met het overlijden van Franziskus Ehrle in 1934 werd hij de oudste nog levende kardinaal. Hij overleed op 85-jarige leeftijd.